# Happy hardcore
Genres dérivés
Gabberpop, freeform hardcore,, UK hardcore
Genres associés
Makina
Le happy hardcore, aussi appelé 4-beat ou happycore, est un genre de musique électronique dérivé du breakbeat hardcore et de la scène hard dance, initialement développé au Royaume-Uni et aux Pays-Bas. Dans les années 2010, il est principalement présent au Royaume-Uni, en Europe, sur le continent nord-américain et en Australie,. Au Royaume-Uni, le genre émerge au début des années 1990. Il est à l'origine caractérisé par des échantillons sonores breakbeat et des variantes d'autres styles musicaux telles que l'italohouse et le hip-hop. Par la suite, dès 1996, le genre se scinde en deux sous-genres distincts, le premier privilégiant le breakbeat, et le deuxième reprenant les codes de la techno hardcore, caractérisée par une ligne de kicks 4/4 semi-distordus.
En 1995, les premiers singles happy hardcore telles que I Wanna Be a Hippy et Wonderful Days des groupes néerlandais Technohead et de Charly Lownoise and Mental Theo, respectivement, rejoignent les classements musicaux nationaux et donnent une première popularité médiatique timide au genre. En 1997, le happy hardcore atteint son pic de popularité principalement sur les marchés britanniques et néerlandais grâce à la multiplication des ventes de compilations musicales telles que Bonkers au Royaume-Uni, Thunderdome aux Pays-Bas, et Happy 2b Hardcore au Canada, ainsi qu'au fait que de nombreux singles du genre apparaissent dans les classements musicaux internationaux. Cependant, dès 1998, le genre commence à décliner fortement et une grande partie du public le considère même comme « défunt » au début des années 2000. Il est toutefois partiellement ravivé sous la forme d'un nouveau genre connexe retravaillé, nommé UK hardcore, principalement orienté vers la trance euphorique.

## Étymologie
Depuis son lancement, le happy hardcore est nommé différemment selon les thèmes abordés, les caractéristiques sonores et les lieux de développement. Dès 1994 au Royaume-Uni, le happy hardcore se scinde en deux sous-genres musicaux distincts. Le premier, caractérisé par une prédominance breakbeat, est appelé breakbeat hardcore, puis, plus tard, jungle et drum and bass. Le second sous-genre émerge en Écosse ; il se caractérise par un kick 4/4 semi-distordu, dérivé de la musique gabber, on l'appelle scottish hardcore, bouncy techno ou 4-beat. Aux Pays-Bas, le genre est nommé happy gabber, happycore, funcore et gabber-pop, bien qu'il soit défini par extension sous le nom de happy hardcore. Dans les années 2000, lors du déclin grandissant du happy hardcore, un genre nouveau et similaire est lancé, orienté trance euphorique, nommé UK hardcore.

## Histoire

### Origines
Les prémices du happy hardcore remontent à la fin des années 1980, mais mieux démarquées au début des années 1990 en parallèle à l'émergence de la techno hardcore en Europe, et du sous-genre musical connexe gabber aux Pays-Bas,,. Il se caractérise initialement par des éléments sonores qui incluent notamment boucles axées breakbeat, morceaux de synthétiseurs mélodiques, et de pianos ondulants, et cris aigus de divas,,. Dès 1994, des musiciens tels que Ramos & Supreme laissent de côté les boucles axées breakbeat et autres sonorités connexes pour y introniser la ligne de kicks semi-distordus caractéristiques du sous-genre gabber, ; de nombreux autres musiciens tels que Slipmatt, DJ Vibes, Force & Evolution, et Billy Bunter suivent cette même formule et, dès lors, le happy hardcore se scinde en deux sous-genres bien distincts,. Le premier, celui produit au sud du pays, qui se nommera par la suite jungle, et le second, produit au nord du pays, en Écosse, se caractérise par une sonorité plus orientée techno et musiques de rave party de préférence, prônée et popularisée à cette même période par le producteur et disc-jockey Scott Brown. Musicalement parlant, ces deux sous-genres, qui diffèrent l'un de l'autre, créent une division au sein de la scène happy hardcore britannique ainsi qu'une certaine rivalité entre nord et sud. Au milieu des années 1990, dans le Sud de l'Angleterre, les disc-jockeys orientés happy hardcore breakbeat commencent à intégrer de la bouncy techno à leurs mixsets.
Entretemps, aux Pays-Bas, de 1992 à 1993, tandis que la musique gabber rotterdamoise se démarque par une atmosphère musicale sombre et oppressante, un style déviant similaire et plus mélodieux appelé happy gabber émerge,,. Dès lors, durant cette même période, deux sous-genres musicaux — le happy gabber néerlandais, et le happy hardcore britannique — coexistent mais se distinguent à peine, car tous deux sont, à quelques différences près, instrumentalement similaires,.

### Popularisation
Originellement, et jusqu'en 1997, le happy hardcore est une scène musicale underground visant un public restreint, qui développe néanmoins ses propres couvertures médiatiques et magazines comme Eternity, Dream et To The Core au Royaume-Uni. À cette même période, une radio pirate appelée Dream FM diffuse régulièrement des musiques happy hardcore et aide au développement et à la popularisation de la scène,.
La notoriété et la popularité du happy hardcore s'accroissent rapidement dans l'audience générale grâce à l'apparition de diverses chansons du genre dans les classements musicaux nationaux et internationaux, et à la multiplication des diffusions de clips sur les chaînes de télévision spécialisées. Dans un premier temps, la chanson I Wanna Be a Hippy (1995) du groupe anglo-néerlandais Technohead, qui peut être catégorisée d'un point de vue général comme du happy hardcore néerlandais, atteint de nombreux classements musicaux internationaux et est certifiée deux fois disque d'argent et une fois disque d'or,,,. La même année, le groupe néerlandais Nakatomi fait paraître un premier single happy gabber intitulé  Free, mais se popularise grâce au single Children of the Night qui atteint la 47e place des classements. Les deux compères Charly Lownoise et Mental Theo, de leur côté, font paraître leur single Wonderful Days et atteignent à plusieurs reprises les classements musicaux néerlandais et allemands,. En parallèle, le musicien néerlandais Paul Elstak, à l'origine impliqué dans la musique gabber mais lassé de sa sonorité devenue extrême et bruitiste, découvre une nouvelle direction musicale grâce à la chanson axée bouncy techno intitulée Technophobia de Bass Reaction, et rééditée sur le marché néerlandais en 1994 ; son succès inspire Elstak et autres musiciens à composer ce même son frénétique connu aux Pays-Bas sous le nom de happy hardcore, ; il décide alors de s'y impliquer et se popularise grâce à des chansons à succès phénoménal telles que Life Is Like a Dance et Luv U More, qui atteignent les classements musicaux néerlandais,, et certifiés disques d'argent et d'or. Du côté allemand, la chanteuse Blümchen contribue à la popularisation du happy hardcore avec des titres comme Herz an Herz et est récompensé notamment du Bravo Otto Gold. Le groupe Scooter fait de même avec des albums tels que Our Happy Hardcore le 28 mars 1996.
Du côté britannique, la popularité du happy hardcore est notamment marquée par la soirée Rezerection du 2 septembre 1995 regroupant plus de 17 000 personnes à Édimbourg, en Écosse. Des musiciens émergents tels que Hixxy, Sharkey, et Dougal se démarquent notamment grâce à l'apparition, le 15 juillet 1996, du premier volet de la série de compilations musicales Bonkers, l'une des très acclamées dont les cinq premiers volets cumulent à eux seuls, fin des années 1990, plus de 300 000 exemplaires vendus rien que dans les marchés britanniques,,. Le groupe Bang!, se popularise également grâce à des titres tels que Shooting Star en mai 1997,. Entretemps, hors des frontières européennes, plus précisément au Canada, le disc-jockey Anabolic Frolic, considéré comme le pilier du genre sur le continent nord-américain, fait paraître le premier volet de la future compilation à succès Happy 2b Hardcore le 21 janvier 1997 au label Moonshine Records,, ; quelque temps après, le 21 juin 1997, Anabolic organise la première soirée locale nommée Hullabaloo! faisant la promotion de ce genre musical. Encore plus loin, en Australie, des villes comme Sydney recense une scène happy hardcore plus grande que jamais.

### Déclin et ré-émergence
En 1998, le happy hardcore commence grandement à décliner, et une grande partie du public considère même la scène comme « défunte » au début des années 2000. Les soirées du genre se faisaient rares. Le producteur écossais Scott Brown tente de relancer la bouncy techno grâce à la création du label Bouncy Techno Records, qui perdurera sans grand succès. Cependant, la scène est partiellement ravivée grâce à une sonorité connexe retravaillée nommée UK hardcore et à sa réapparition médiatique au magazine Mixmag. Cette nouvelle sonorité supprime les morceaux de synthétiseurs bondissants et de pianos ondulants caractéristique au happy hardcore des années 1990, et s'oriente principalement vers la trance euphorique. De nouveaux sous-genres émergent à la même période dérivés tels que le trancecore et le freeform hardcore. Dès lors, de nouveaux labels indépendants se créent, de nouveaux noms paraissent au-devant de la scène, et de nouveaux clubs tels que Hardcore Til I Die font leur apparition. De nouvelles séries de compilations musicales marquant ce genre nouveau émergent comme notamment Clubland X-Treme Hardcore, Hardcore Heaven, Hardcore Nation, Hardcore Adrenaline, True Hardcore et Hardcore Underground. La série des compilations Bonkers est également relancée après trois ans d'inactivité avec un total de huit nouveaux volets parus entre 2002 et 2005.
Par ailleurs, un nouveau genre de bouncy techno — appelé scouse house, bouncy house ou donk — émerge en 2008. Le nouveau genre est directement lié au happy hardcore original des années 1990, et particulièrement popularisé au nord de l'Angleterre, dans certains lieux en Écosse, et à Sydney en Australie, prôné et joué par des musiciens tels que Alex K, Rob Cain, Sunset Bros. et DJ Ben Trengrove. D'autres genres musicaux comme le turbo folk et la musique électronique serbe se rapprochent stylistiquement du happy hardcore britannique.
En 2011, Paul Elstak compose la bande originale du film néerlandais New Kids : Turbo,. En 2013, des soirées telles que Labyrinth, Dreamscape et Raindance sont organisées spécialement pour les premières années du happy hardcore.

## Production

### Caractéristiques
Le happy hardcore est, en très grande partie, composé à l'aide d'un ordinateur et d'un logiciel informatique. Le genre musical se caractérise en grande partie par des éléments sonores typiquement utilisés dans les musiques de rave party à une vitesse, ou tempo, effrénée oscillant généralement entre 160 et 180 BPM,,. Dès son développement, le genre musical fait usage d'échantillons sonores dérivés d'autres styles comme la jungle et l'italohouse, quelquefois dérivés de célèbres chansons ou de musiques de film. Elles incluent des boucles axées breakbeat, et des morceaux de synthétiseurs mélodiques, et de pianos. Il se caractérise principalement par une ligne de kicks 4/4 courts et distordus, principalement influencés par le gabber émergeant des années 1990, accompagnée de percussions incluant cymbales, cymbales crash-ride, et caisses claires. Lyriquement parlant, le genre musical fait usage de voix (dérivées du rap ou du hip-hop), de cris, et de chants en majorité aigües,.
Le genre musical emprunte généralement et habituellement les thèmes de l'amour, du romantisme, de l'amitié, des fêtes, et lyriquement mélodramatique. D'autres chansons catégorisée happy hardcore, comme I Wanna Be a Hippy du groupe anglo-néerlandais Technohead, empruntent les thèmes de l'humour et de la drogue.

### Artistes et labels
Les artistes, dont la notoriété se forge au fil des années 1990 et 2000, et qui aident à la popularisation du happy hardcore, incluent parmi tant d'autres : Billy Bunter, Blümchen, Charly Lownoise, Darren Styles, DJ Brisk,, DJ Ham, Dougal, Gammer, Hixxy, JAKAZiD, Luna-C, Mental Theo, Paul Elstak, S3RL, le très influençable musicien écossais Scott Brown,, Seduction, Sharkey, Slipmatt, Sy, et Vibes.

## Culture et société
Selon DJ Mag, le happy hardcore est l'une des musiques électroniques les plus populaires jamais créées. Le genre est d'ailleurs considéré par certains médias comme une version moins sombre de la musique gabber et plus accessible au public,, principalement jouée en boîte de nuit devant une audience relativement jeune. Les auditeurs assistant aux soirées happy hardcore possèdent leur propre style vestimentaire excentrique qui se compose habituellement de vêtements multicolores, de divers bijoux, et d'accessoires pour enfants comme des tétines. Des marques telles que Kappa, Burburry, et des chaussures de sport Reebok Classic sont portées chez les auditeurs britanniques à la fin du XXe siècle. Néanmoins, la tension dans certaines soirées happy hardcore devient palpable à la fin des années 1990 ; durant les soirées londoniennes par exemple, des conflits interraciaux et des problèmes liés aux drogues et psychotropes faisaient surface. Malgré ces désagréments, l'ambiance festive et la foi des fans pour le happy hardcore demeurent intacts.
Entretemps, la scène gabber néerlandaise, d'où le happy hardcore tire ses origines, se retrouve déçue de la montée fulgurante de ce genre musical dans les classements musicaux néerlandais, et manifeste une forte intolérance envers le genre et ses auditeurs, scandant lors de certaines soirées « happy is for homos » ; ce slogan donnera naissance à une musique gabber composée par le groupe Bodylotion.